# Ciara
Ciara Princess Wilson (z domu Harris, ur. 25 października 1985 w Austin w stanie Teksas) – amerykańska piosenkarka, producentka muzyczna, aktorka i modelka.

## Dzieciństwo
Jest jedynym dzieckiem Carltona i Jackie Harris. Jako że jej ojciec służył w amerykańskim wojsku, dorastała w bazach wojskowych Niemiec, Nowego Jorku, Utah, Kalifornii, Arizony i Nevady. Kiedy była nastolatką, osiedliła się z rodziną w Atlancie.
Zainspirowana występami Destiny’s Child i Janet Jackson, związała swoją przyszłość z muzyką. Wskazywała Janet i Michaela Jacksonów za swoich idoli. Za swoje największe osiągnięcie zawodowe uważa nagranie piosenki z Janet Jackson na album pt. Discipline.

## Kariera

### 2002–2003:Hearsayi kontrakt płytowy
Jako nastolatka utworzyła z dwiema koleżankami zespół Hearsay, z którym nagrywała dema. Grupa z czasem się rozpadła. Ciara nadal była zdeterminowana, by osiągnąć swój cel i podpisać kontrakt jako autorka tekstów. Pierwszym sukcesem była piosenka „Got Me Waiting”, którą napisała dla piosenkarki R&B Fantasii Barrino na jej debiutancki album pt. Free Yourself. W tym okresie poznała Jazzeiego Pha, z którym w 2002 nagrała cztery dema piosenek – „1, 2 Step”, „Thug Style”, „Pick Up the Phone” oraz „Lookin' at You”, które znalazły się dwa lata później na jej debiutanckim albumie. Pierwsza piosenka została wydana jako drugi singiel i stała się hitem.
Po ukończeniu Riverdale High School w Riverdale w 2003 podpisała kontrakt z wytwórnią LaFace Records executive. Pod koniec roku całkowicie skupiła się nad produkcją albumu. Na początku 2004 nagrała demo z producentem Seanem Garrettem. Nagraniami zwróciła uwagę Lil Jona.

### 2004–2005:Goodies
28 września 2004 roku wydała debiutancki album pt. Goodies. Wraz z wydaniem krążka została okrzyknięta „Księżniczką lub Pierwszą damą Crunk&B”. Z albumem zadebiutowała na trzecim miejscu na liście US Billboard 200, sprzedając 124 750 płyt w pierwszym tygodniu i zajmując wysokie miejsce na liście Top R&B/Hip-Hop Albums. Album na liście Billboard znajdował się przez 72 tygodnie, uzyskując 10 października 2006 roku status trzykrotnej platyny (do czerwca 2010 sprzedanych zostało około 2,7 miliona egzemplarzy w USA).

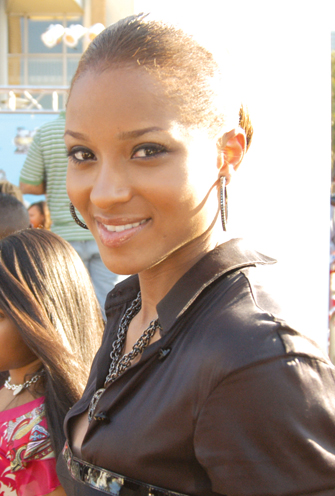
Ciara

Pierwszy singiel z krążka z Petey Pablo wydany został 8 czerwca 2004 roku. Krytycy jednogłośnie okrzyknęli go „hymnem lata” oraz jednym z najlepszych singli roku. Piosenka dobrze radziła sobie na świecie, podbijając listy w Kanadzie, USA i Wielkiej Brytanii oraz zajmując miejsca w pierwszej dziesiątce na innych listach i uzyskując platynowy certyfikat w USA. „1,2 Step” z Missy Elliott wybrany był jako drugi singiel. Podczas gdy piosenka wspinała się na listach w Kanadzie, była już w pierwszej dziesiątce w sześciu innych krajach, otrzymawszy status platynowej lub złotej płyty w wielu regionach. Za singiel otrzymały nominację do nagrody Grammy za najlepszą współpracę raperską lub śpiewaną.
Po sukcesie „Goodies” wydała 12 lipca 2005 roku DVD pt. Goodies: The Videos & More, które zawiera remixy singli „1,2 Step” i „Oh” oraz premierowe piosenki. Wydanie pokryło się platynową płytą w USA. Ciara w tym samym roku otworzyła trasę koncertową Gwen Stefani pt. Harajuku Lovers Tour 2005 oraz odbyła trasę pt. Holladay Jam Tour z Chrisem Brownem i Bow Wowem. Wystąpiła gościnnie w kawałku Missy Elliott „Lose Control” i „Like You” Bow Wowa, które znalazły się na pozycji trzeciej w USA.

### 2006–2007:Ciara: The Evolution

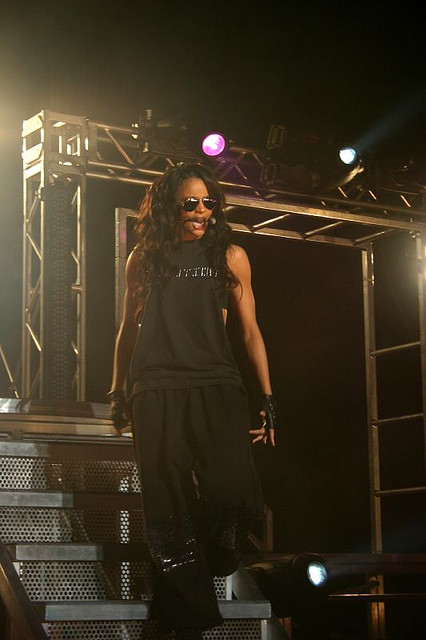
Ciara na trasie The Evolution Tour (2006)

5 grudnia 2006 wydała album pt. Ciara: The Evolution, z którym dotarła do pierwszego miejsca na liście Billboard 200 i drugiego miejsca na Top R&B/Hip-Hop Albums z wynikiem ponad 338 000 sprzedanych egzemplarzy w pierwszym tygodniu. Pięć tygodni poremierze otrzymała certyfikat platynowej płyty za sprzedaż albumu w USA, a łączna sprzedaż albumu w kraju wynosiła 1,3 mln oraz łącznie 2 mln na świecie. Międzynarodowy singiel promujący album – „Get Up” z Chamillionairem – dotarł do siódmego miejsca w USA i pokrył się platyną. Utwór został wykorzystany w ścieżce dźwiękowej filmu Step Up: Taniec zmysłów. Singiel promujący album w USA – „Promise” – dotarł do 11. miejsca na liście Billboard Hot 100 i na szczyt listy Hot R&B/Hip-Hop Songs. Z singlem „Like a Boy” Ciara dotarła do pierwszej dwudziestki w Wielkiej Brytanii, Finlandii, Francji, Irlandii, Szwecji, Szwajcarii i USA.
W październiku 2006 roku, celem promocji albumu, odbyła krótką trasę koncertową pt. The Evolution Tour, która obejmowała występy w 17 klubach w USA i Kanadzie. W sierpniu 2007 uczestniczyła w trasie koncertowej pt. Screamfest Tour oraz była supportem Rihanny podczas brytyjskiej części jej trasy pt. Good Girl Gone Bad Tour. Poza tym zaśpiewała w piosenkach Field Mob „So What” i Tiffany Evans „Promise Ring” oraz zadebiutowała jako aktorka rolą w filmie All You’ve Got (2006). Stała się też ambasadorką linii odzieży Jaya-Z Rocawear i rzeczniczką kampanii kobiet I Will Not Lose.

### 2008–2009:Fantasy Ride

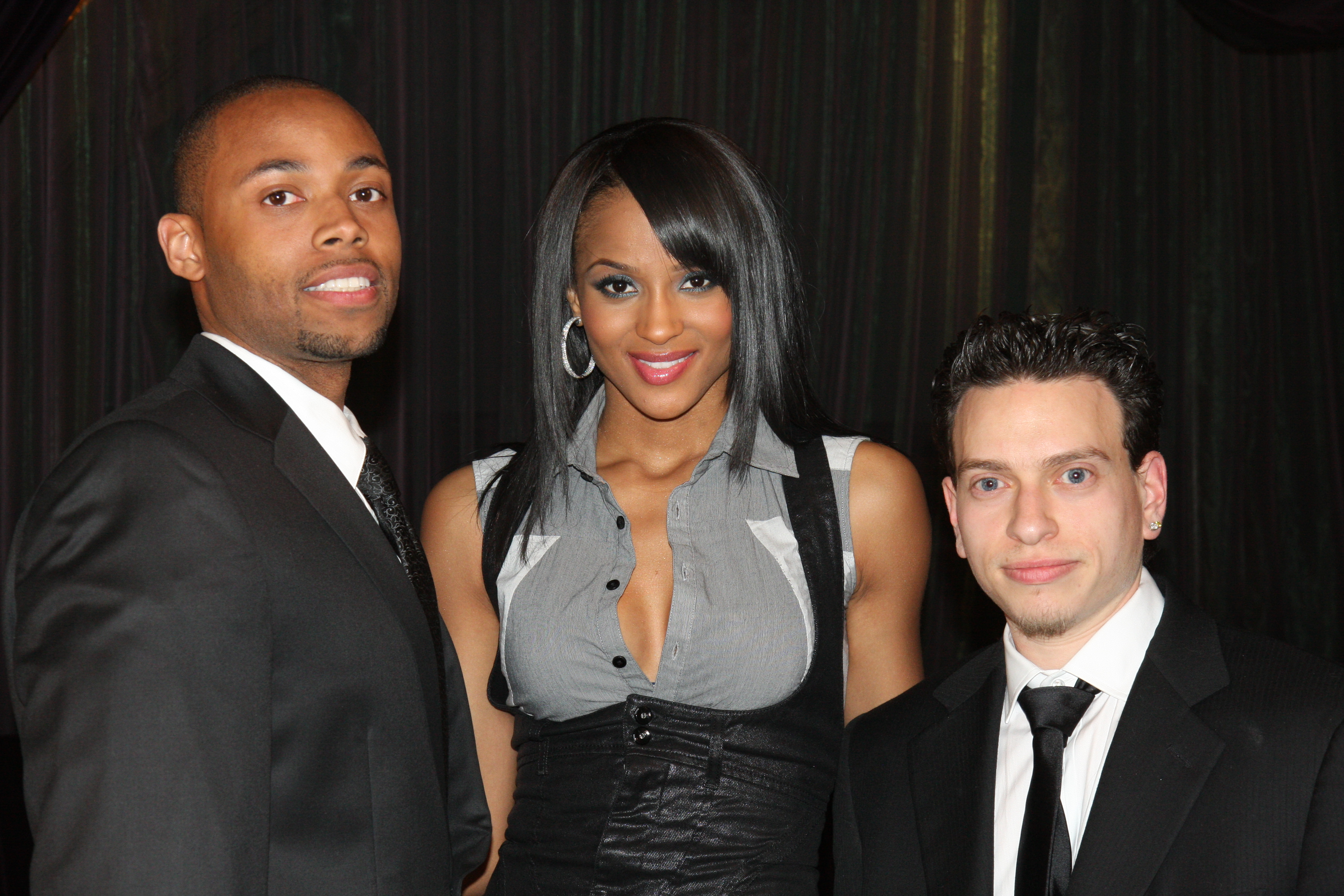
Ciara (2008)

W październiku 2008 roku została uhonorowana nagrodą Billboard „Woman Of The Year”, za sukcesy w branży muzycznej. W maju 2009 roku wydała album pt. Fantasy Ride, z którym dotarła do pierwszej dziesiątki na listach sprzedaży w Wielkiej Brytanii i Kanadzie. Z płytą zadebiutowała na trzecim miejscu listy Billboard 200; album rozszedł się w nakładzie 193 tys. egzemplarzy w pierwszym tygodniu. Singlem promującym album był utwór „Never Ever” z Young Jeezym wydany w styczniu 2009 roku. Piosenka osiągnęła pozycję dziewiątą na US Hot R&B / Hip-Hop Songs. Drugi singiel, „Love Sex Magic” (duet z Justinem Timberlakiem), stał się światowym hitem, osiągając pozycje w pierwszych dziesiątkach w 20 krajach, m.in. w USA, gdzie zadebiutował na 10. miejscu na liście Billboard Hot 100. Singiel pokrył się także platyną w Australii i złotem w Nowej Zelandii. Piosenka otrzymała nominację do nagrody Grammy za najlepszą popową współpracę wokalną oraz do MTV Video Music Awards 2009 za najlepszą choreografię w teledysku. Ostatni singiel z płyty, „Work”, osiągnął umiarkowany sukces na rynkach międzynarodowych.
W lipcu 2009 roku razem z Jayem-Z rozpoczęła trasę koncertową pt. Jay-Z & Ciara Live. Przez osiem nocy supportowała koncerty Britney Spears podczas brytyjskiej części jej trasy promującej album pt. Circus. Zaśpiewała gościnnie w utworach Nelliego „Stepped on My J’z” i „Takin’ Back My Love” Enrique Iglesiasa.

### 2010–2011:Basic Instinct
W lutym 2010 roku raper Ludacris wypuścił remix singla „How Low” z udziałem Ciary oraz rapera Pitbulla. W marcu 2010 piosenkarka zagrała w teledysku Ushera i Nicki Minaj do singla „Lil Freak”. W następnym miesiącu wydała pierwszy singiel z kolejnej płyty – "Ride” (z udziałem Ludacrisa), z którym dotarła do 42. miejsca na liście US Billboard Hot 100, trzeciego miejsca na US Hot R&B / Hip-Hop Songs 75. miejsca na UK Singles Chart. Za piosenkę otrzymała nagrodę Soul Train Music Awards za najlepszy występ taneczny. Jesienią 2010 wydała kolejne dwa single z nowej płyty – „Speechless” i „Gimmie Dat”, z którymi jednak nie osiągnęła sukcesu komercyjnego. W grudniu wydała czwarty solowy album pt. Basic Instinct, który wyprodukowała we współpracy ze swoim agentem Markiem Pittsem, jak również z duetem tekściarskim i producentami Trickim Stewartem i The-Dream. Z albumem zadebiutowała na 44. miejscu na liście US Billboard 200 (z łączną sprzedażą 37 tys. egzemplarzy płyty w pierwszym tygodniu) i 11. miejscu na liście US R&B / Hip-Hop Albums.

### 2011–2013:Ciara
W lutym 2011, po tym, jak w internecie ukazały się plotki związane z zakończeniem współpracy Ciary z Jive Records, piosenkarka wydała oświadczenie, w którym poskarżyła się na niedostateczną promocję i pomoc finansową przez wytwórnię. Stwierdziła, że nie otrzymywała od nich wsparcia, a nawet zmuszona była zapłacić z własnej kieszeni za promocję swoich singli, jak np. „Gimmie Dat”. Frustracja, którą odczuwała podczas pracy nad trzecim i czwartym albumem, doprowadziła ją do podjęcia decyzji o zwolnieniu z umowy. W maju tego samego roku, Ciara została usunięta z bazy danych wytwórni Jive Records. 12 lipca poinformowano, iż Ciara na nowo połączyła siły z L.A. Reidem, podpisawszy kontrakt płytowy z jego wytwórnią Epic Records, co potwierdzone zostało we wrześniu 2011 roku.
W lipcu 2011 „Billboard” ogłosił, że Ciara i T-Pain rozpoczęli pracę w studiu nad kolejnym albumem piosenkarki. W następnym miesiącu artystka wystąpiła na australijskim festiwalu Summerbeatz.
Ciara w wywiadzie dla Sway in the Morning w lutym 2012 roku wyjawiła, iż nie będzie się spieszyć z nagrywaniem nowego albumu. Podczas sesji do piątego albumu pracowała z mnóstwem tekściarzy oraz producentów, takimi jak m.in. Hit-Boy, Soundz, Diane Warren, Tricky Stewart czy The Underdogs. W trakcie konferencji prasowej z MTV w maju 2012 roku potwierdziła, że jej nowy album będzie nosił tytuł One Woman Army, a pierwszym promującym go singlem została piosenka „Sweat”. Utwór z gościnnym udziałem rapera 2 Chainz, zadebiutował w sieci 4 czerwca tego samego roku, a 19 czerwca trafić miał na portal iTunes, jednak z niewiadomych przyczyn w ostatniej chwili singiel tam nie trafił. 13 sierpnia 2012 roku Ciara ogłosiła, że pierwszym singlem z nadchodzącego albumu będzie „Sorry”. Dokładnie miesiąc później, bo 13 września miała miejsce premiera utworu wraz z teledyskiem podczas programu 106 & Park stacji BET, jak również na kanale Vevo. 25 października 2012 roku premierę miał teledysk do drugiego singla z płyty – „Got Me Good”, który został wyemitowany na placu Times Square. Tego samego dnia Ciara wystąpiła w programie telewizyjnym Jimmy Kimmel Live!, w którym zaśpiewała single „Got Me Good” i „Sorry” oraz dawne przeboje: „Goodies”, „1,2 Step” i „Like a Boy”. Później zaśpiewała też w utworze Nicki Minaj „I’m Legit”. Zagrała też kelnerkę Brie w filmie komediowym Spadaj, tato (2012).
4 marca 2013 roku wydała singiel „Body Party”. 15 kwietnia 2013 ujawniła listę piosenek z nowego albumu, którego tytuł zmieniła z One Woman Army na Ciara. Piosenki „Sweat”, „Sorry” i „Got Me Good” z uwagu na umiarkowany sukces komercyjny nie zostały umieszczone na albumie. W marcu 2013 wypuściła singiel „Body Party”, z którym dotarła do 22. miejsca na liście Billboard Hot 100 i drugiego miejsca na Billboard „Hot R&B/Hip-Hop Songs”. Na drugi singiel wybrała utwór „I’m Out”, który nagrała z Nicki Minaj. 9 lipca 2013 wydała cały album, z którym zadebiutowała na drugim miejscu listy Billboard 200 (sprzedając 59 tys. egzemplarzy płyty w USA) i drugim miejscu na liście Top R&B/Hip-Hop Albums.

### Od 2014:Jackieoraz siódmy studyjny album
W grudniu potwierdziła pracę nad swoim szóstym albumem. W grudniu tego samego roku artystka potwierdziła, że jest w trakcie nagrywania materiału. Na początku lutego podczas koncertu Degree Women Grammys Celebration wykonała na żywo premierowy utwór „Anytime”, który później wydała również w wersji studyjnej; gościnnie w piosence zaśpiewał Future, ówczesny narzeczony Ciary. W kwietniu 2014 roku ujawmiła, że jej nowy album będzie inspirowany jej partnerem. 19 maja 2014 Ciara urodziła syna, a niedługo później rozstała się z Futurem, który ją zdradził. Publiczne rozstanie pary spowodowało przesunięcie premiery nowego albumu Ciary na 2015 rok. Artystka w międzyczasie nagrywała nowy materiał na zmianę z opieką nad synem.
"I Bet”, pierwszy singiel z płyty Jackie, wydany został 26 stycznia 2015 roku. W maju tego samego roku wyruszyła w trasę koncertową po USA. 1 maja 2015 wydała album pt. Jackie, który promowała singlami: „I Bet” i „Dance Like We're Making Love”. Z albumem zadebiutowała na 17. miejscu listy Billboard 200 ze sprzedażą łącznie 25 tys. kopii płyty.
27 stycznia 2017 roku ogłosiła podpisanie umowy z wytwórnią Warner Bros. Records. 17 lipca 2018 roku wydała teledysk dla singla „Level Up”, którym zapowiedziała swój kolejny album.

## Życie prywatne
W 2005 roku zaczęła spotykać się z raperem Bow Wowem, jednak w kwietniu 2006 roku ich związek się zakończył.

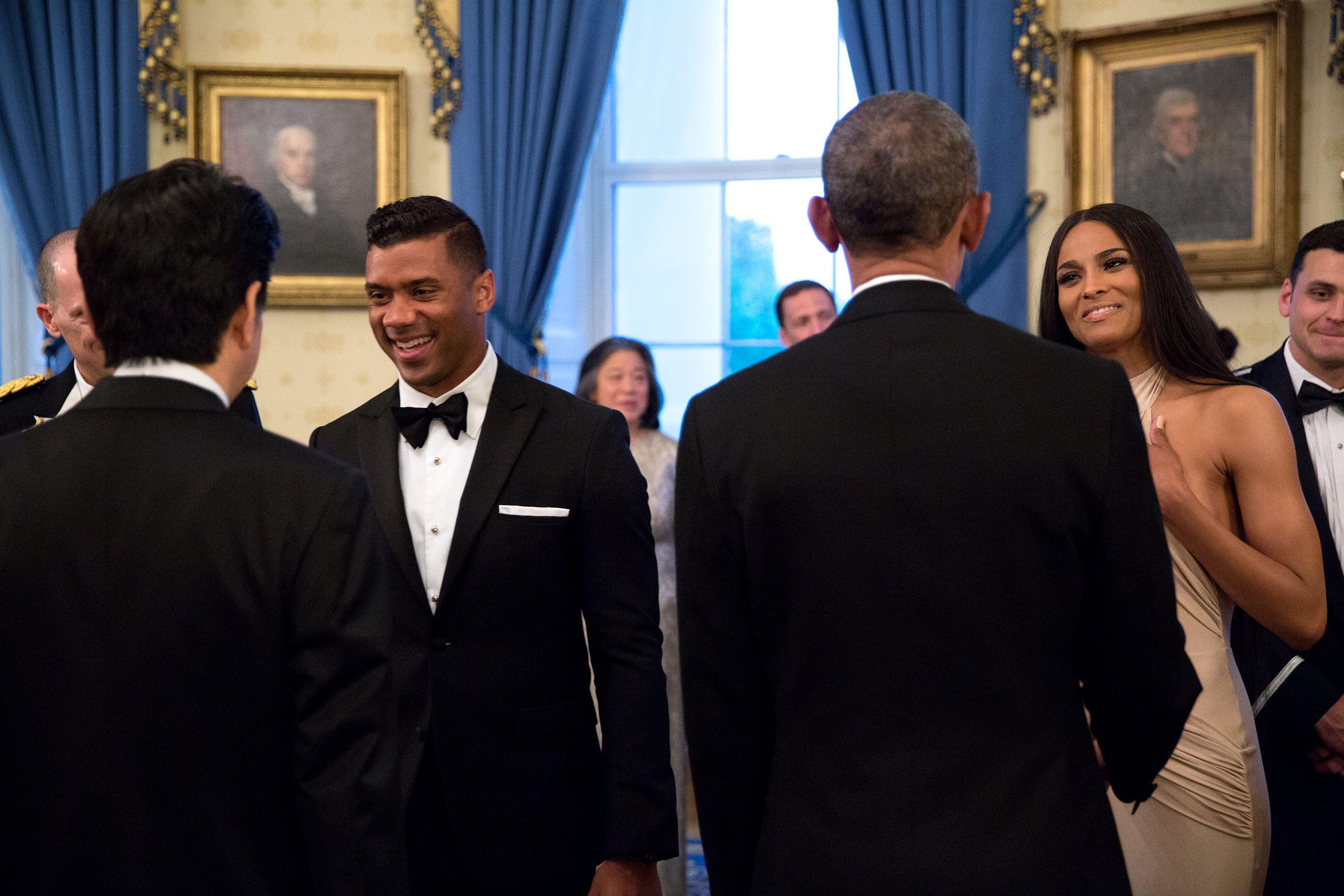
Ciara i Russell Wilson na przyjęciu w Białym Domu, 2015

W 2013 związała się z raperem Future’em. W późniejszym czasie Ciara wytatuowała sobie na serdecznym palcu dużą literę „N”, która oznacza pierwszą literę imienia rapera (Nayvadius). 28 października 2013 roku poinformowała o zaręczynach oświadczynach z Future’em. 14 stycznia 2014 roku wyjawiła, iż spodziewa się narodzin pierwszego dziecka. 19 maja 2014 roku urodziła syna, któremu nadała imiona – Future Zahir Wilburn. Z powodu niewierności rapera para w sierpniu 2014 roku odwołała zaręczyny.
Na początku 2015 roku zaczęła spotykać się z Russellem Wilsonem, rozgrywającym drużyny futbolowej Seattle Seahawks. Para zaręczyła się podczas wakacji na Seszelach 11 marca 2016 roku. Pobrali się 6 lipca tego samego roku na zamku Peckforton w Cheshire. Mają dwoje dzieci, córkę Siennę Princess Wilson (2017) i syna Wina Harrisona (ur. 2020).

## Styl muzyczny

### Muzyka i głos
Wraz z debiutem jej pierwszego singla Goodies, Ciara została okrzyknięta Księżniczką Crunk&B, mimo iż sama piosenkarka nie przepada za tym tytułem. Allison Stewart z The Washington Post stwierdziła, że posiada ona „piskliwy, zręczny głos, zdolny do wyrażenia jedynie trzech uczuć: seksownego, hardego i smutnego, czyli wszystkich których piosenkarka R&B potrzebuje”. Randall Roberts z Los Angeles Times skomentował, że „Ciara jest najbardziej syntetyczna ze wszystkich div R&B w przeciągu ostatniej dekady. To elektroskłonnościowa wokalistka której instrumentalne podniebienie utworu ma ciężko preferowany, surowy bit 808, a zarazem posiada harde i uwodzicielskie linie”. Podczas recenzowania drugiego albumu wokalistki, The Evolution, Jody Rosen z Entertainment Weekly napisał: „Komfort Ciary z szalonymi bitami stawia ją obok Cassie, Amerie, Rihanna, oraz innych pseudo-Beyoncé. [Jej] głos jest przez cały czas lekki: szepcze, grucha, zawodzi i pospiesznie zwija synkopy godne samej Beyoncé. Trzeci album Ciary, Fantasy Ride ukazał piosenkarkę jak zmierza w kierunku muzyki new pop oraz dance. Bill Lamb z About.com komentując jej hit Love Sex Magic stwierdził, iż posiada ono „brzmienie retro-funkowej gitary” i że „utwór jedzie bitem, w którym jednocześnie słychać echa lat ’70 R&B oraz klasycznej Janet Jackson. Muzyka Harris jest zazwyczaj współczesnym R&B, jednak wplata ona w swoje piosenki również inne style muzyczne różnych gatunków, jak np. hip-hop, crunk, rap, dance-pop, electro pop czy funk. Krytycy ocenili jej single Goodies, 1,2 Step, Get Up i Go Girl jako klubowe bangery.
Debiutancki album Ciary zawiera produkcje Jazzego Pha, który jest jej odkrywcą. Krytycy porównywali album do tragicznie zmarłej piosenkarki Aaliyah, oraz że ma jakość Destiny’s Child. Na drugim albumie, piosenkarka pracowała z jednym z współpracowników z pierwszego krążka, Lil Jonem przy utworze That’s Right, samplując utwór Pretty Tony's „Fix It in the Mix”. zrobiła to samo z piosenkami innych artystów, jak np. Lyn Collins Think (About It) i Rob Base It Takes Two do Make It Last Forever, elektryczny rytm z lat ’80 Jive Rhythm Trax 122 BPM do C.R.U.S.H czy piosenkę Harold Melvin & the Blue Notes If You Don’t Know Me by Now której refren został dodany do piosenki Never Ever.

### Inspiracje
Ciara mówi, że oglądanie Janet Jackson oraz Destiny’s Child w telewizji kiedy nie było jej w szkole zainspirowało ją do rozpoczęcia kariery w przemyśle muzycznym, wskazując sławne rodzeństwo Michaela Jacksona oraz Janet Jackson jako swoich największych idoli. Mówi się, że piosenkarka osiągnęła, jak powiedziała, „szczyt swojej kariery” kiedy wraz ze swoją idolką nagrała jeden z kawałków na jej album Discipline z 2008 roku. Ciara skomentowała również, dlaczego wymieniając swoje inspiracje zawsze mówi Michael Jackson: „Zawsze kiedy ktoś pyta, co inspiruje mnie w tym co robię, mówię Michael. To jest dla mnie właśnie to. Jest dla mnie wszystkim. To on jest tak naprawdę powodem dlaczego. Zostanie przeze mnie zapamiętany w bardzo wielu rzeczach. Czuję, że najważniejsze dla mnie to przekazać mojej generacji jak ważna była jego muzyka”. Artystka za swoje inspiracje wskazuje również Aaliyah, TLC, SWV, Monica oraz Salt-N-Pepa.

## Inne zajęcia

### Modeling i Reklama
W 2009, Ciara podpisała wielomilionowy kontrakt z agencją modelek Wilhelmina Models, co zaowocowało pojawieniem się w wielu magazynach. Oprócz tego, była zainteresowana rozpoczęciem prac nad nową linią ubrań. W czerwcu 2008 była w trakcie rozmów z departamentem sklepów Steve & Barry's by stworzyć linię przystępnej odzieży, jednak plany nigdy nie doszły do skutku. 9 listopada 2009 roku ogłoszono, że Ciara będzie modelką w niemieckim wydaniu magazynu Vogue. W tym czasie zapowiedziano udział piosenkarki w ogromnej multimedialnej kampanii smartfonów LG Chocolate Touch firmy Verizon. W ramach promocji artystka nagrała reklamę, gdzie tańczy do swojego singla Work z 2009 roku. W marcu 2012 roku zostało oficjalnie potwierdzone oraz ogłoszone, że Ciara będzie przedstawicielką w nowej kampanii Adidas Originals. Reklamę nakręcono jeszcze tego samego miesiąca, w którym wystąpiła plejada gwiazd.
12 maja 2016 nawiązała współpracę z agencją modelek IMG, dla której pracuje m.in. Gigi Hadid. W październiku 2016 roku Ciara została ogłoszona nową światową ambasadorką kosmetyków marki Revlon, która uczestniczyć będzie w kampanii „Choose Love”, celebrując „miłość oraz wszystkie jej pozytywne aspekty i możliwości”.

### Filantropia
We wrześniu 2008 roku Ciara pojawiła się w piosence Just Stand Up! razem z piętnastoma innymi wokalistkami, które tego samego miesiąca dzieliły scenę podczas występu na żywo na specjalnym telewizyjnym programie Stand Up to Cancer. Pieniądze ze sprzedaży singla zostały przekazane na rzecz fundacji. Program pomógł zebrać 100 milionów dolarów na walkę z rakiem. W 2009 piosenkarka została twarzą kampanii Dosomething.org Do Something 101, która pomogła zebrać niezbędne szkolne przybory dla osób w potrzebie zaczynających rok szkolny. Nakręciła również publiczne oświadczenie poparcia dla kampanii.

## Dyskografia

### Albumy studyjne
- Goodies (2004)
- The Evolution (2006)
- Fantasy Ride (2009)
- Basic Instinct (2010)
- Ciara (2013)
- Jackie (2015)
- Beauty Marks (2019)

## Filmografia
| Tytuł                 | Rodzaj  | Rola         | Premiera                                            |
| --------------------- | ------- | ------------ | --------------------------------------------------- |
| All You’ve Got        | Dramat  | Becce Watley | 2006                                                |
| Mama, I Want To Sing! | Musical | Amara Winter | 2011                                                |
| Spadaj, tato          | Komedia | Brie         | 15 czerwca, 2012 (świat) 10 sierpnia, 2012 (Polska) |

## Trasy koncertowe

### Własne
- 2006: The Evolution Tour
- 2007: Screamfest ’07 (z T.I.)
- 2009: Jay-Z & Ciara Live (z Jay-Z)
- 2015: Jackie Tour[76]

### Jako support
- 2005: Harajuku Lovers Tour 2005
- 2007: Good Girl Gone Bad Tour[77]
- 2009: The Circus Starring: Britney Spears